# 마키시역
마키시역(일본어: 牧志駅 마키시에키[*])는 일본 오키나와현 나하시에 있는 모노레일 철도역이다.
국제 거리의 북쪽 입구에 해당하는 복합 상업 시설 사이온 스퀘어 건물과 갑판에서 직결된다.

## 역사
- 2003년 8월 10일 : 개업.

## 역 구조
섬식 승강장 1면 2선의 구조로, 에스컬레이터와 엘리베이터 있다. 본 역의 동쪽에는 분기기가 설치되어 있다.

### 승강장
| 번호 | 노선                        | 행선                |
| ---- | --------------------------- | ------------------- |
| 1    | ■ 오키나와 도시 모노레일 선 | 데다코우라니시 방면 |
| 2    | ■ 오키나와 도시 모노레일 선 | 나하공항 방면       |

## 주변 시설
아파트
- 프레 미스트 마키 타워 고쿠사이도리(국제 거리)
- 와이즈 에스템 코트 아사토 고쿠사이도리(국제 거리)

복합 상업 시설
- 사이온 스퀘어 - 갑판에서 직결, 2011년 7월 8일(나하의 날) 오픈

버스 정류장
- 마키시 버스 정류장(시 외선 전용) - "자유 공간" 다방 앞
- 마키시 역전 버스 정류장 - "시" 오토바이 가게 앞
- 아사토 버스 정류장 - 사이온 스퀘어 전(아사토 역전에는 없는 것에 주의)

교육 기관
- 나하 시립 쓰보야 초등학교 - 역전

금융 기관
- 오키나와 카이호 은행 마키시 출장소(ATM만) - 도보 2분
- 류큐 은행 쓰보야 지점 - 도보 4분

우체국
- 마키시 우체국

오락 시설
- 사쿠라자카 극장 - 도보로 약 10분

관광
- 국제 거리 - 역전
- 나하 시 전통 공예관 - 도보로 약 5분
- 제1 마키시 공설 시장 - 도보로 약 10분

숙박 시설
- 다이와 로이넷토 호텔 나하 고쿠사이도리(사이온 스퀘어 안) - 도보 2분
- 남서 관광 호텔 - 역전
- 스테이션 호텔 마키 - 도보 1분
- 호텔 로열 오리온 - 도보 2분
- 호텔 팜 로열 NAHA - 도보로 약 5분
- 하얏트 리젠시 나하 오키나와 - 도보로 약 7분

## 인접 정차역
| 오키나와 도시 모노레일 선 | 오키나와 도시 모노레일 선 | 오키나와 도시 모노레일 선  |
| ------------------------- | ------------------------- | -------------------------- |
| 미에바시 나하공항 방면    | 일반 열차                 | 아사토 데다코우라니시 방면 |